# Vörhenyesek
A Vörhenyesek (Ginger Kids) a South Park című rajzfilmsorozat 136. része (a 9. évad 11. epizódja). Az Egyesült Államokban 2005. november 9-én, Magyarországon pedig 2007. augusztus 20-án mutatták be. 

## Cselekmény
|  | Alább a cselekmény részletei következnek! |

Az iskolai kiselőadások során Cartman a „vörhenyesekről” – a vörös hajú, szeplős és világos bőrű gyerekekről – beszél, akik szerinte ocsmányak és gonoszak. Elmondja, hogy mind a „vörhenykór”-ban szenvednek és a világos bőrük a lelkük hiányából ered, illetve, hogy nem bírják a napfényt, valamint hogy Kyle – akinek vörös haja van (de nincs világos bőre és szeplői) – egy „fényrejáró”.
Miután Eric beszéde a többi diákot diszkriminációra sarkallja, Kyle úgy dönt, a saját előadását a vörhenyesek külső jegyeik genetikai okáról fogja tartani. Ellátogat egy vörös gyerekes családhoz, és rájön, hogy bár Cartman előadott ötletei a vörhenyesekről nem igazak, sok ember, még a saját szüleik is kicsit idegenkednek tőlük. Mivel azonban Kyle „fényrejáró”, az osztálytársai nem hallgatnak a tényekre, és az első beszéd alapján diszkriminálni kezdik őket.
Stan, Kyle és Kenny az éj leple alatt egy doboz hajfestékkel, bőrfehérítővel és gumikesztyűvel felszerelkezve belopakodik Cartmanék házába, és vörhenyesre sminkelik a fiút, aki reggel döbbenve konstatálja a külsejében beállt változást. Eric azonban megalapítja a „Vörhenyes Szeparatista Mozgalmat”, amivel eleinte csak egyenlő bánásmódot szeretne kiharcolni. Később azonban a mozgalom erőszakossá válik, és a csoport vezetőjeként Cartman azt hangoztatja, hogy a vörhenyesek a „kiválasztott nép”, és utasítja követőit, hogy fogjanak el minél több nem-vörhenyes South Park-i gyereket, hogy aztán kivégezhessék őket az Airport Hilton szálloda egy konferenciatermében, ahol felfüggesztett ketrecekben lógnak egy úszómedencényi láva fölött.
Kyle az első a kivégzési listán, de mielőtt a vörhenyesek a lávába dobnák, suttogva elárulja Cartmannek a vörössé válása igaz történetét. Ericet hirtelen elönti a jóindulat, és ráébreszti a társait, hogy a nem-vörhenyesek kivégzésével ők is ugyanolyan kirekesztővé válnának, mint azok az emberek, akik ellen létrehozták a mozgalmat, ezért mindenkit szabadon engednek.

## Utalások
- Cartman első beszéde Malcolm X paródiája.
- Az epizódban a vörhenyesek „Vörös hatalom” kiáltásokkal masíroznak a játszótéren. Ez utalás a Ku Klux Klan „Fehér hatalom” jelszavára. Cartman továbbá úgy beszél a vörös hagyatékukról, ahogyan a klán tagjai a fehér hagyatékról.
- Az ablakban megjelenő vörhenyes gyerekek jelenete Stephen King Borzalmak városa című könyvének filmváltozatára hasonlít.
- A „fényrejáró” kifejezés utalás a Penge filmekre.
- Az idegesítő hotelszervizes a vörhenyesek találkozóján utalás a Boszorkányok című filmre. Az ablakokat és ajtókat betörő vörös gyerekek jelenete Az élőhalottak éjszakája című film egy részletére emlékeztet. A ház előtt éneklő vöröshajú lány pedig célzás az 1984-es Rémálom az Elm utcában című horrorfilm egyik jelenetére.